# Écuras
Pour l’article homonyme, voir la commune d'Écurat, en Charente-Maritime.
Écuras (Escuras en limousin, dialecte occitan) est une commune du Sud-Ouest de la France, située dans le département de la Charente (région Nouvelle-Aquitaine).
Ses habitants sont les Écurassiens et les Écurassiennes.

## Géographie

### Localisation et accès
Écuras est une commune de la Charente limousine située à 6 km à l'est de Montbron sur la route de Saint-Mathieu (D 699). Elle est limitrophe du département de la Dordogne et est située aussi non loin de celui de la Haute-Vienne.
Le bourg est aussi à 10 km de Montembœuf, 15 km de La Rochefoucauld et de Saint-Mathieu, 19 km de Nontron, 32 km d'Angoulême, la préfecture, 38 km de Confolens, 56 km de Limoges.
En plus de la D 699, la commune est sillonnée par les routes départementales D 112, D 163 et D 416. À l'est, la D 699 franchit la Tardoire par une série de lacets et entre en Dordogne (commune de Busserolles), pour entrer dans la Haute-Vienne 3 km plus loin (commune de Maisonnais).
La commune est aussi traversée par le GR 4, sentier qui relie Royan à Cannes, et qui passe dans la vallée de la Tardoire.

### Hameaux et lieux-dits
La commune compte de nombreux hameaux assez importants comme :
- les Defaix
- le Maine Pachou
- Châtain-Besson (où est située la salle des fêtes)
- les Limousines
- le Chat (village de vacances hollandais)
- la Borderie
- Perry

et d'autres moins importants : Chez Bonnet, Germanas, etc.

### Communes limitrophes
Écuras est limitrophe de six autres communes dont deux dans le département de la Dordogne.
Les communes limitrophes sont Eymouthiers, Montbron, Roussines, Rouzède, Busserolles et Bussière-Badil.
|          | Rouzède     | Roussines                 |
| Montbron | Écuras      | Busserolles (Dordogne)    |
|          | Eymouthiers | Bussière-Badil (Dordogne) |

### Géologie et relief

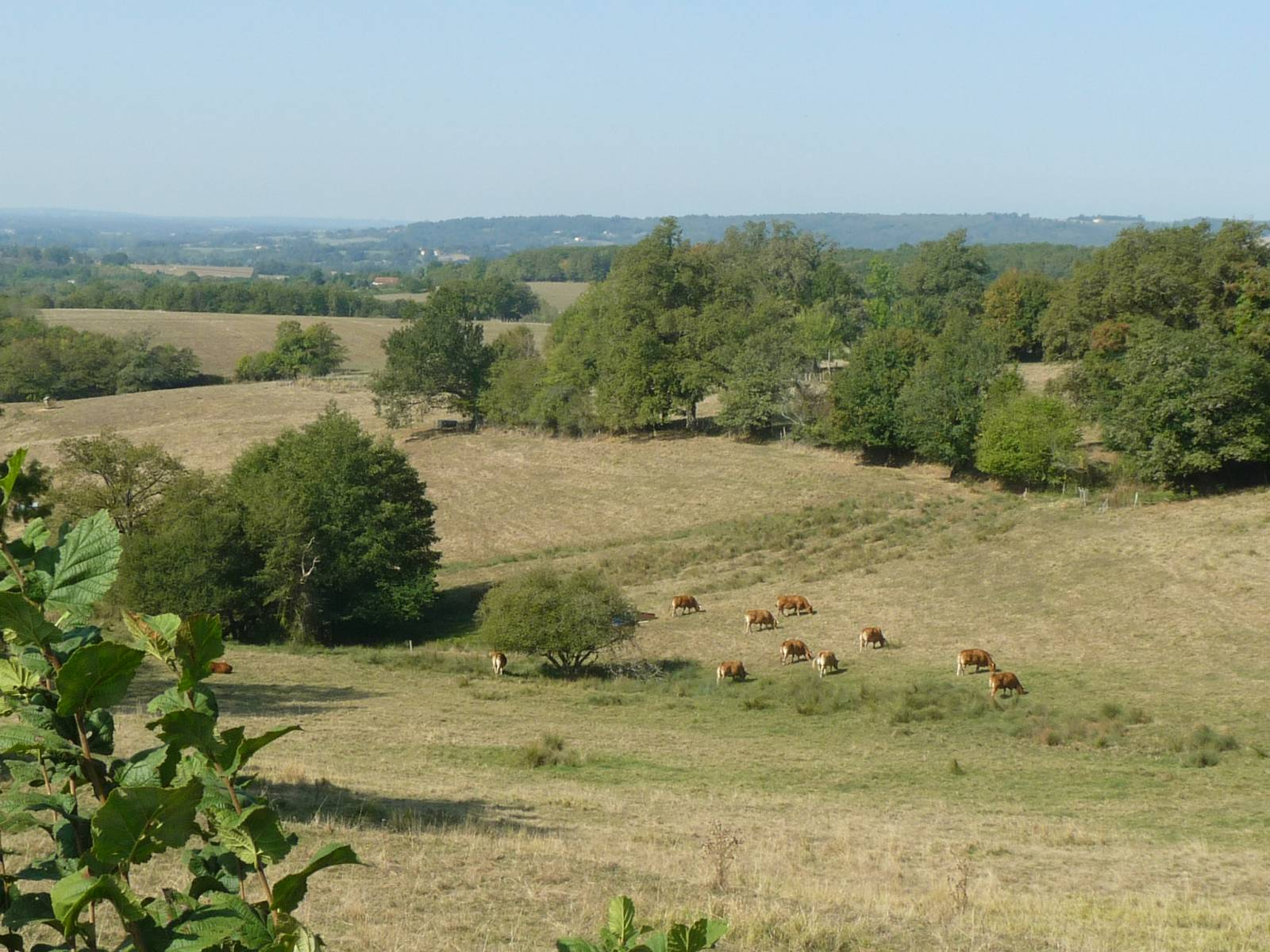
La Charente limousine à Ecuras

Écuras est situé sur les premières hauteurs du Massif central en arrivant de l'ouest et forme avec Eymouthiers l'extrémité sud de la Charente limousine.
Le sol est principalement composé de granit, avec une zone de gneiss à l'est. Les plateaux sont occupés de matériaux d'origine détritique de l'époque éocène à pliocène : galets, sables, argiles,,.
Le dénivelé est important entre le bas de la commune situé au bord de la Tardoire en bas de Perry (111 m) et le sommet situé à la Prèze (280 m). Châtain-Besson est à 234 m d'altitude et le bourg à 222 m.

### Hydrographie

#### Réseau hydrographique
La commune est située dans le bassin versant de la Charente au sein  du Bassin Adour-Garonne. Elle est drainée par la Tardoire et la Renaudie et par divers petits cours d'eau, qui constituent un réseau hydrographique de 18 km de longueur totale,.
La Tardoire, d'une longueur totale de 114,1 km, prend sa source en Haute-Vienne, dans la commune de Pageas, et se jette  dans la Bonnieure à Saint-Ciers-sur-Bonnieure, après avoir traversé 28 communes. Elle sert de limite naturelle à la commune au sud et à l'est, la séparant de celle d'Eymouthiers, mais aussi du département de la Dordogne (Périgord vert).
La commune est aussi bordée à l'ouest par la vallée de la Renaudie, profond vallon, zone protégée avec circuits de découverte, que parcourait autrefois l'ancienne voie ferrée métrique d'Angoulême à Roumazières passant par Montbron, le petit Mairat, qui entamait là la longue montée vers l'Arbre, 353 m d'altitude, et Montembœuf.

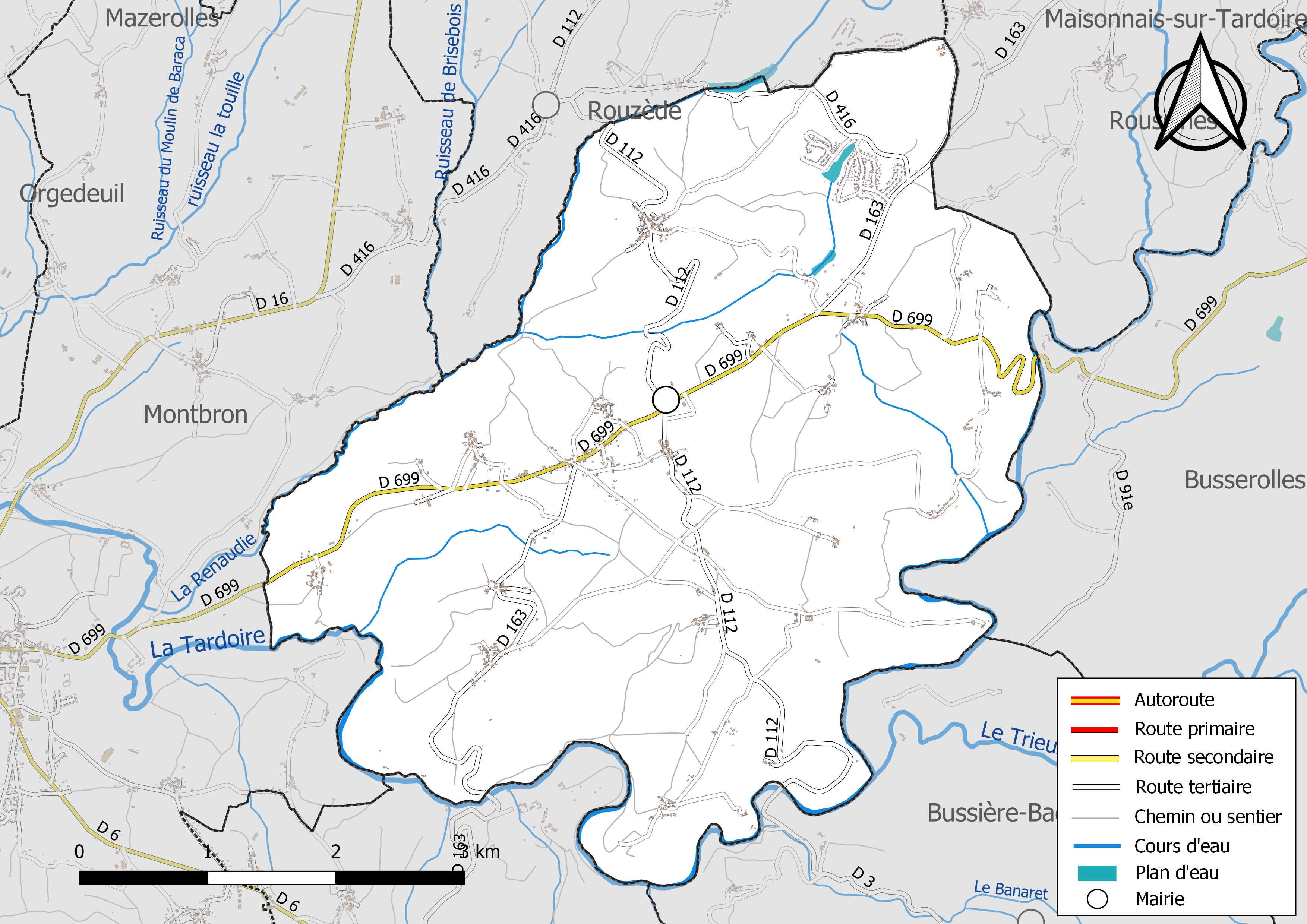
Réseaux hydrographique et routier d'Écuras.
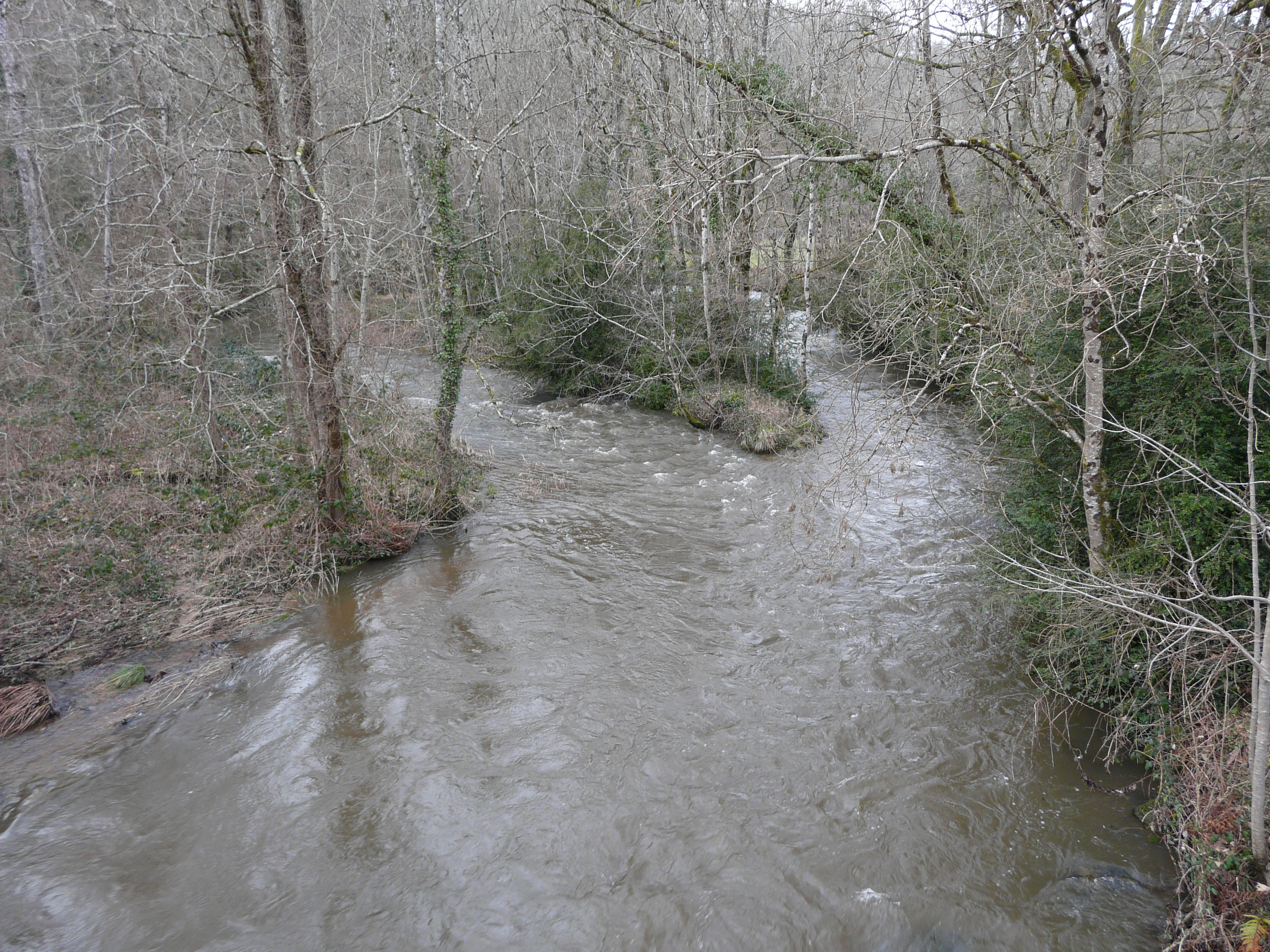
La Tardoire au pont de la RD 699 en limite d'Écuras et de Busserolles.
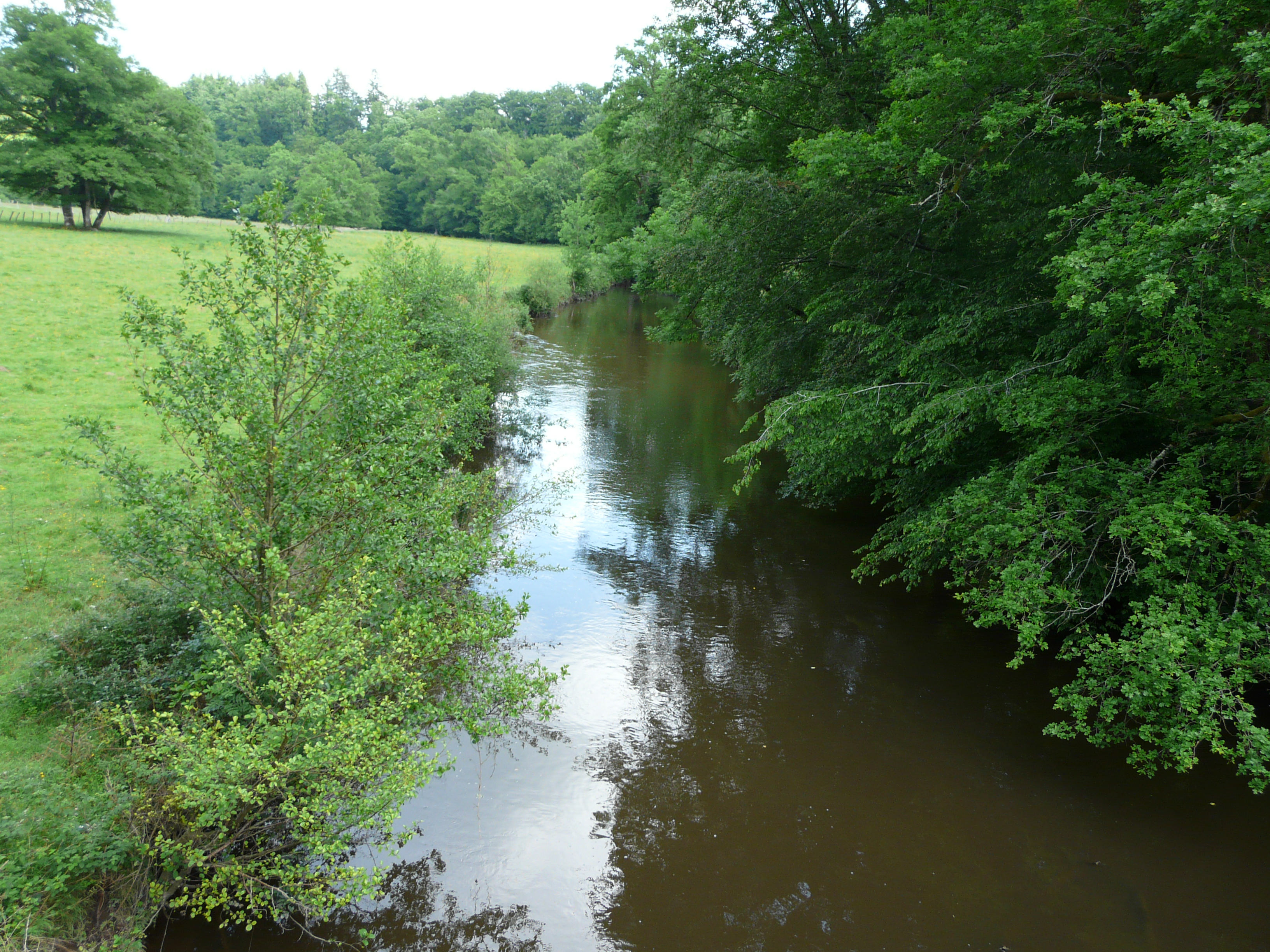
La Tardoire au pont de la RD 3, en limite d'Écuras et de Bussière-Badil.

#### Gestion des eaux
Le territoire communal est couvert par le schéma d'aménagement et de gestion des eaux (SAGE) « Charente ». Ce document de planification, dont le territoire correspond au bassin de la Charente, d'une superficie de 9 300 km2, a été approuvé le 19 novembre 2019. La structure porteuse de l'élaboration et de la mise en œuvre est l'établissement public territorial de bassin Charente. Il définit sur son territoire les objectifs généraux d’utilisation, de mise en valeur et de protection quantitative et qualitative des ressources en eau superficielle et souterraine, en respect des objectifs de qualité définis dans le troisième SDAGE  du Bassin Adour-Garonne qui couvre la période 2022-2027, approuvé le 10 mars 2022.

### Climat
Le climat est océanique dégradé. C'est celui de la Charente limousine, plus humide et plus frais que celui du reste du département dû au relief, avec cependant des nuances méridionales du Périgord tout proche.

## Urbanisme

### Typologie
Au 1er janvier 2024, Écuras est catégorisée commune rurale à habitat très dispersé, selon la nouvelle grille communale de densité à 7 niveaux définie par l'Insee en 2022.
Elle est située hors unité urbaine et hors attraction des villes,.

### Occupation des sols
L'occupation des sols de la commune, telle qu'elle ressort de la base de données européenne d’occupation biophysique des sols Corine Land Cover (CLC), est marquée par l'importance des territoires agricoles (58,4 % en 2018), une proportion sensiblement équivalente à celle de 1990 (59,1 %). La répartition détaillée en 2018 est la suivante : 
forêts (37,6 %), zones agricoles hétérogènes (31,9 %), prairies (24,5 %), espaces verts artificialisés, non agricoles (2,4 %), terres arables (2 %), zones urbanisées (1,6 %). L'évolution de l’occupation des sols de la commune et de ses infrastructures peut être observée sur les différentes représentations cartographiques du territoire : la carte de Cassini (XVIIIe siècle), la carte d'état-major (1820-1866) et les cartes ou photos aériennes de l'IGN pour la période actuelle (1950 à aujourd'hui).

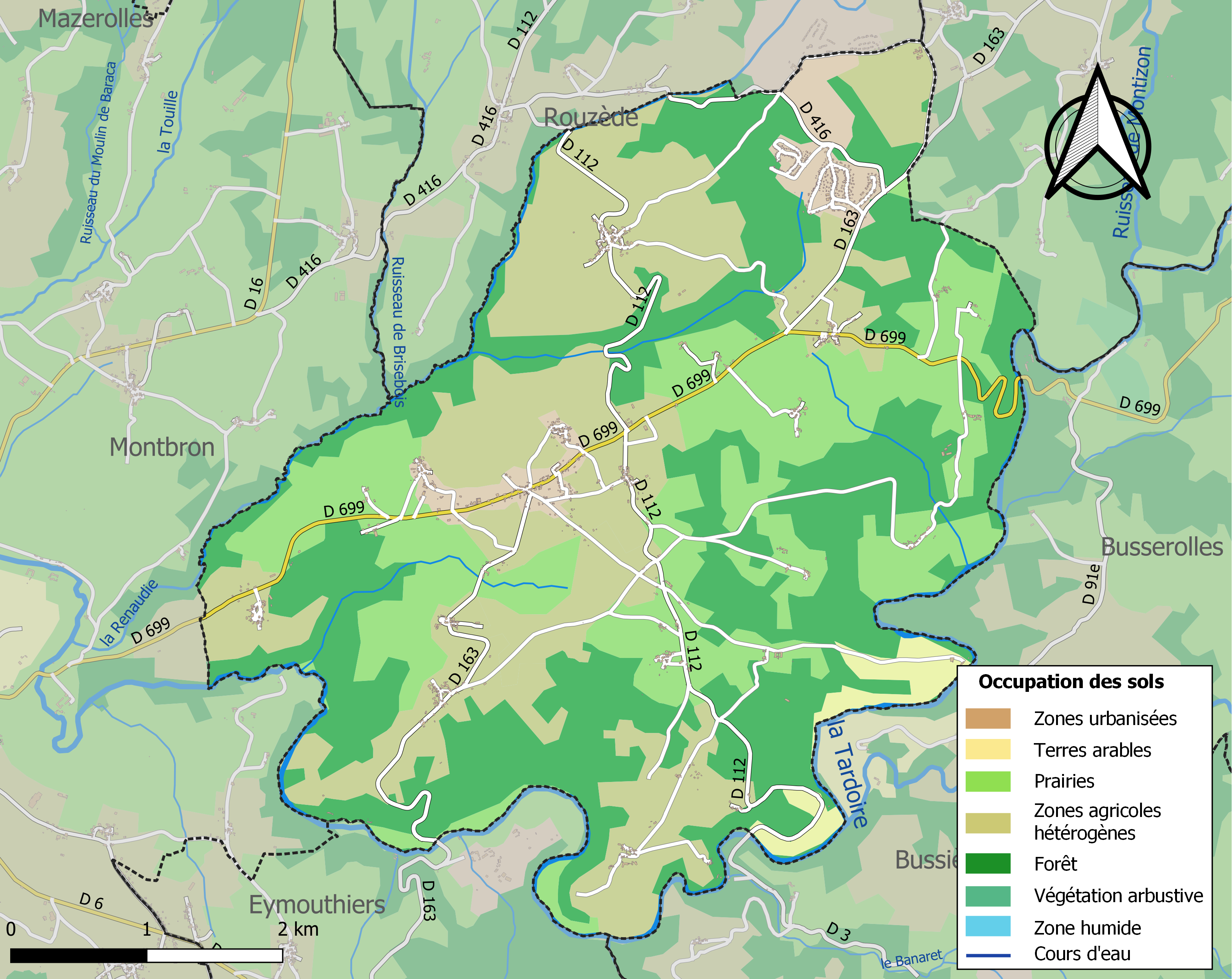
Carte des infrastructures et de l'occupation des sols de la commune en 2018 (CLC).

### Risques majeurs
Le territoire de la commune d'Écuras est vulnérable à différents aléas naturels : météorologiques (tempête, orage, neige, grand froid, canicule ou sécheresse), inondations et séisme (sismicité faible). Il est également exposé à un risque particulier : le risque de radon. Un site publié par le BRGM permet d'évaluer simplement et rapidement les risques d'un bien localisé soit par son adresse soit par le numéro de sa parcelle.

#### Risques naturels
Certaines parties du territoire communal sont susceptibles d’être affectées par le risque d’inondation par débordement de cours d'eau, notamment la Tardoire. La commune a été reconnue en état de catastrophe naturelle au titre des dommages causés par les inondations et coulées de boue survenues en 1982, 1983 et 1999,.

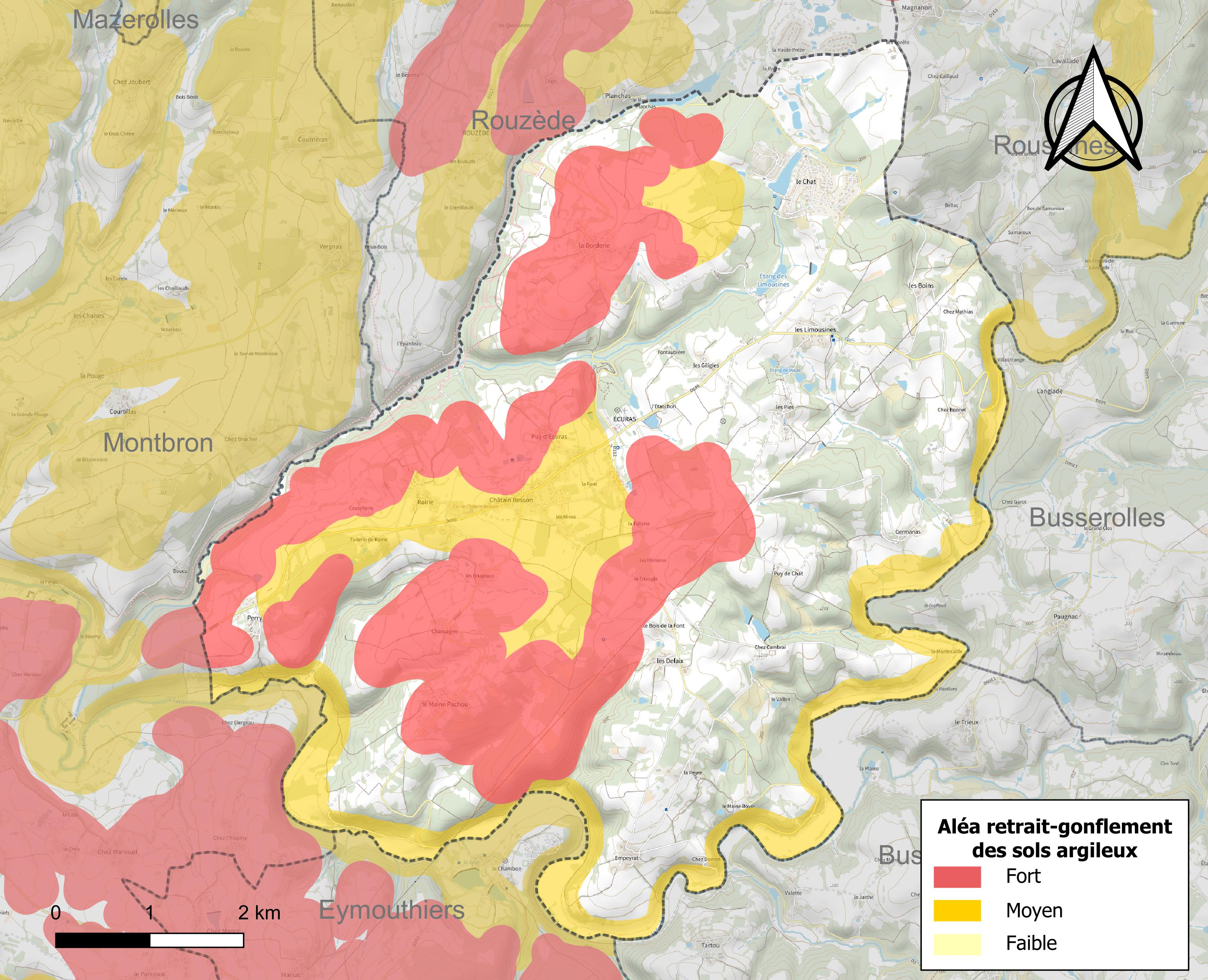
Carte des zones d'aléa retrait-gonflement des sols argileux d'Écuras.

Le retrait-gonflement des sols argileux est susceptible d'engendrer des dommages importants aux bâtiments en cas d’alternance de périodes de sécheresse et de pluie. 45,8 % de la superficie communale est en aléa moyen ou fort (67,4 % au niveau départemental et 48,5 % au niveau national). Sur les 668 bâtiments dénombrés sur la commune en 2019, 237 sont en aléa moyen ou fort, soit 35 %, à comparer aux 81 % au niveau départemental et 54 % au niveau national. Une cartographie de l'exposition du territoire national au retrait gonflement des sols argileux est disponible sur le site du BRGM,.
Par ailleurs, afin de mieux appréhender le risque d’affaissement de terrain, l'inventaire national des cavités souterraines permet de localiser celles situées sur la commune.
Concernant les mouvements de terrains, la commune a été reconnue en état de catastrophe naturelle au titre des dommages causés par des mouvements de terrain en 1999.

#### Risque particulier
Dans plusieurs parties du territoire national, le radon, accumulé dans certains logements ou autres locaux, peut constituer une source significative d’exposition de la population aux rayonnements ionisants. Certaines communes du département sont concernées par le risque radon à un niveau plus ou moins élevé. Selon la classification de 2018, la commune d'Écuras est classée en zone 3, à savoir zone à potentiel radon significatif.

## Toponymie
Les formes anciennes sont Escuras, Escuriis en 1281, Escurato au XIIIe siècle.
Selon certains auteurs, l'origine du nom d'Écuras remonterait à un personnage gallo-romain Scurrius auquel a été apposé le suffixe -acum, ce qui correspondrait à Scurriacum, « domaine de Scurrius ». D'autres auteurs le font dériver du mot germanique skur signifiant grange, d'où l'occitan escura (écurie) est tiré. Il y a aussi las Escuras en Dordogne; on compte cinq les Écures en Charente, sans parler des Hautes Écures et du Moulin des Écures,.
Le hameau de Châtain-Besson tire son nom de deux châtaigniers jumeaux (bessons signifiant jumeaux en occitan).

### Langues
La commune est dans la partie occitane de la Charente qui en occupe le tiers oriental, et le dialecte est limousin.
Elle se nomme Escuras en occitan.

## Histoire
À la Borderie et au lieu-dit Conan, des tegulae ont été retrouvées, et pourraient indiquer les sites de villas gallo-romaines.
Entre Chassagne et Perry (orthographié Peyris au début du XXe siècle), la combe boisée abritait une petite mine de plomb argentifère exploitée pendant peu de temps avant le XIXe siècle. La commune abritait aussi quelques moulins et tuileries,,.

## Politique et administration
| Période                                  | Période   | Identité            | Étiquette | Qualité                                                                        |
| ---------------------------------------- | --------- | ------------------- | --------- | ------------------------------------------------------------------------------ |
| Les données manquantes sont à compléter. |           |                     |           |                                                                                |
|                                          |           |                     |           |                                                                                |
| maire en 1945                            |           | Jean-Marie Groulade | PCF       | Cultivateur, conseiller général du canton de Montbron (1945-1949 et 1955-1961) |
|                                          |           |                     |           |                                                                                |
| 1995                                     | mars 2014 | Claude Fils         | SE        | Enseignant retraité                                                            |
| mars 2014                                | En cours  | Denis Donnary       |           | Artisan dans le bâtiment                                                       |

## Démographie

### Évolution démographique
L'évolution du nombre d'habitants est connue à travers les recensements de la population effectués dans la commune depuis 1793. Pour les communes de moins de 10 000 habitants, une enquête de recensement portant sur toute la population est réalisée tous les cinq ans, les populations de référence des années intermédiaires étant quant à elles estimées par interpolation ou extrapolation. Pour la commune, le premier recensement exhaustif entrant dans le cadre du nouveau dispositif a été réalisé en 2004.

En 2022, la commune comptait 542 habitants, en évolution de −7,98 % par rapport à 2016 (Charente : −0,48 %, France hors Mayotte : +2,11 %).
| 1793  | 1800  | 1806  | 1821  | 1831  | 1841  | 1846  | 1851  | 1856  |
| ----- | ----- | ----- | ----- | ----- | ----- | ----- | ----- | ----- |
| 1 400 | 1 499 | 1 547 | 1 613 | 1 650 | 1 677 | 1 788 | 1 772 | 1 741 |

| 1861  | 1866  | 1872  | 1876  | 1881  | 1886  | 1891  | 1896  | 1901  |
| ----- | ----- | ----- | ----- | ----- | ----- | ----- | ----- | ----- |
| 1 685 | 1 730 | 1 637 | 1 617 | 1 695 | 1 641 | 1 581 | 1 543 | 1 520 |

| 1906  | 1911  | 1921  | 1926  | 1931  | 1936  | 1946  | 1954 | 1962 |
| ----- | ----- | ----- | ----- | ----- | ----- | ----- | ---- | ---- |
| 1 463 | 1 400 | 1 244 | 1 230 | 1 148 | 1 132 | 1 004 | 894  | 838  |

| 1968 | 1975 | 1982 | 1990 | 1999 | 2004 | 2006 | 2009 | 2014 |
| ---- | ---- | ---- | ---- | ---- | ---- | ---- | ---- | ---- |
| 776  | 686  | 634  | 628  | 557  | 626  | 650  | 632  | 589  |

| 2019 | 2022 | - | - | - | - | - | - | - |
| ---- | ---- | - | - | - | - | - | - | - |
| 569  | 542  | - | - | - | - | - | - | - |

### Pyramide des âges
La population de la commune est relativement âgée.
En 2018, le taux de personnes d'un âge inférieur à 30 ans s'élève à 18,1 %, soit en dessous de la moyenne départementale (30,2 %). À l'inverse, le taux de personnes d'âge supérieur à 60 ans est de 47,4 % la même année, alors qu'il est de 32,3 % au niveau départemental.
En 2018, la commune comptait 306 hommes pour 270 femmes, soit un taux de 53,13 % d'hommes, largement supérieur au taux départemental (48,41 %).
Les pyramides des âges de la commune et du département s'établissent comme suit.
| Hommes | Classe d’âge | Femmes |
| ------ | ------------ | ------ |
| 1,0    | 90 ou +      | 1,1    |
| 13,9   | 75-89 ans    | 13,9   |
| 31,8   | 60-74 ans    | 33,3   |
| 20,9   | 45-59 ans    | 23,2   |
| 11,9   | 30-44 ans    | 13,1   |
| 7,6    | 15-29 ans    | 6,0    |
| 12,9   | 0-14 ans     | 9,4    |

| Hommes | Classe d’âge | Femmes |
| ------ | ------------ | ------ |
| 1      | 90 ou +      | 2,7    |
| 9,2    | 75-89 ans    | 12     |
| 20,6   | 60-74 ans    | 21,3   |
| 20,7   | 45-59 ans    | 20,3   |
| 16,8   | 30-44 ans    | 16     |
| 15,6   | 15-29 ans    | 13,4   |
| 16,1   | 0-14 ans     | 14,3   |

## Économie

### Tourisme
- Village hollandais du Chat
- Golf et resort de la Prèze (en limite avec Rouzède)

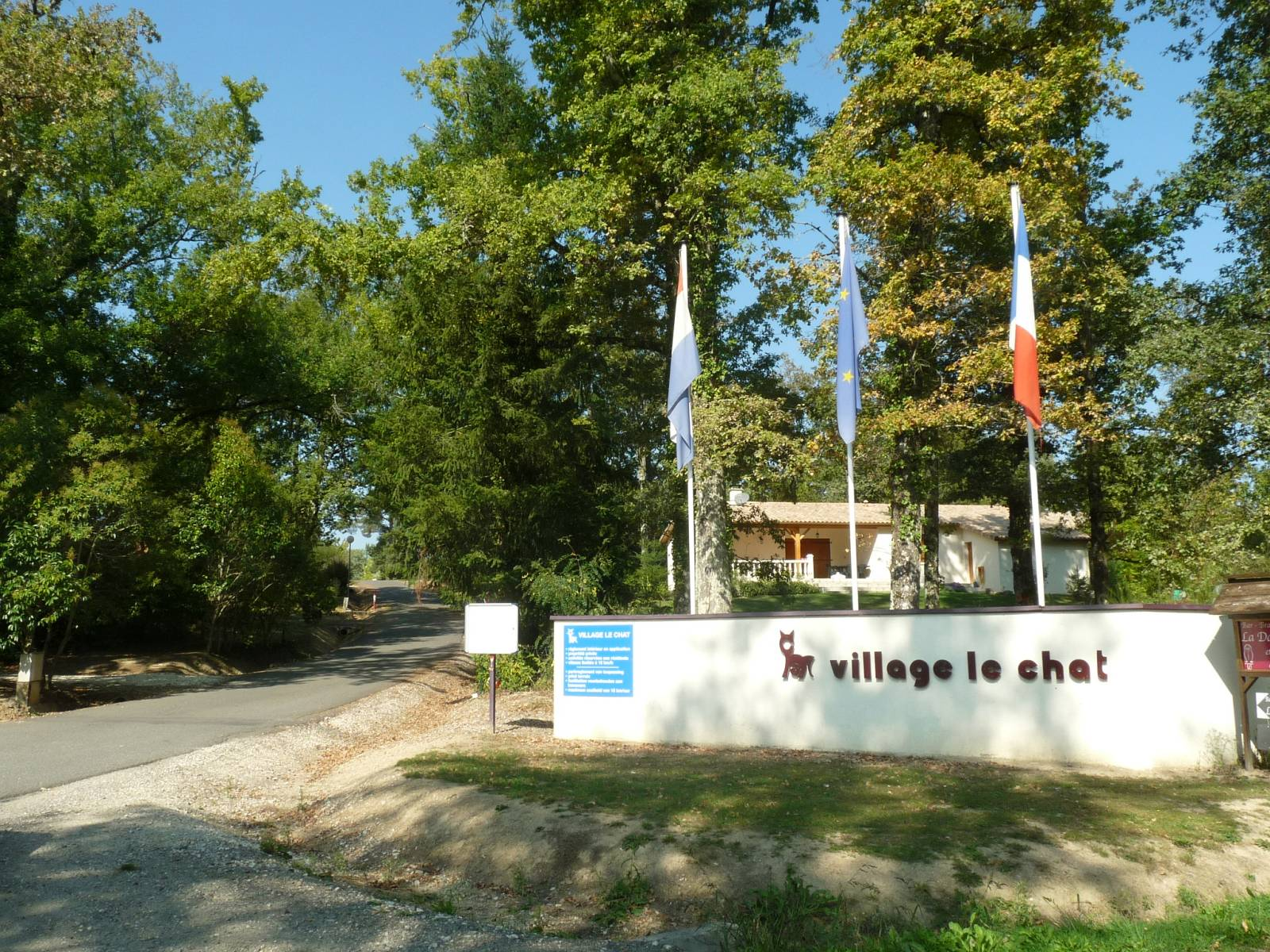
Village du Chat.
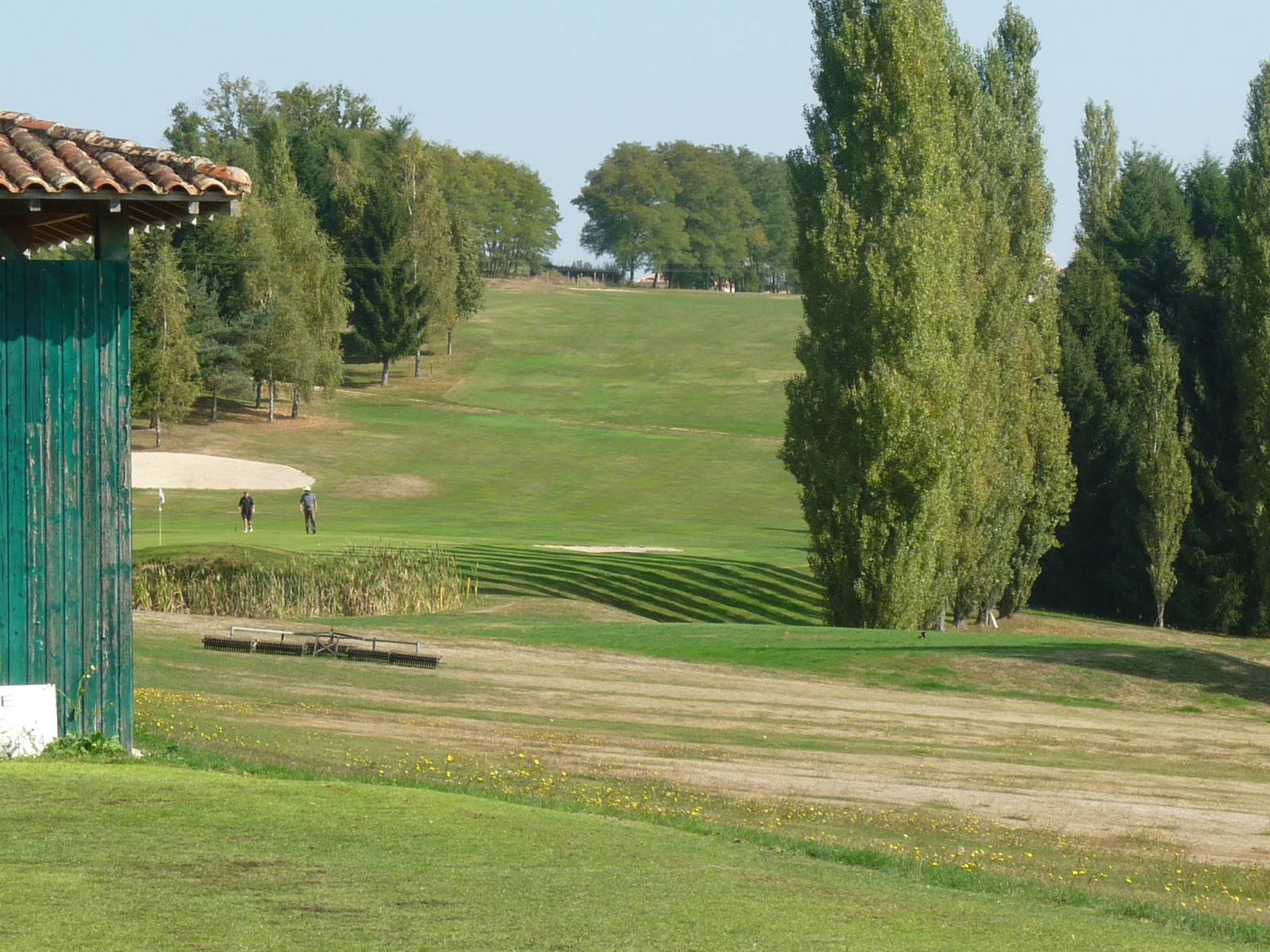
Golf de la Prèze.

## Équipements, services et vie locale

### Enseignement
L'école est un RPI entre Écuras et Rouzède, qui possèdent chacune une école élémentaire. Le secteur du collège est Montbron.

## Lieux et monuments
- le bourg et Châtain-Besson
- la tuilerie Gaillard située à Rairie près de Châtain-Besson est une tuilerie du début du XXe siècle qui a cessé ses activités vers 1975[41].

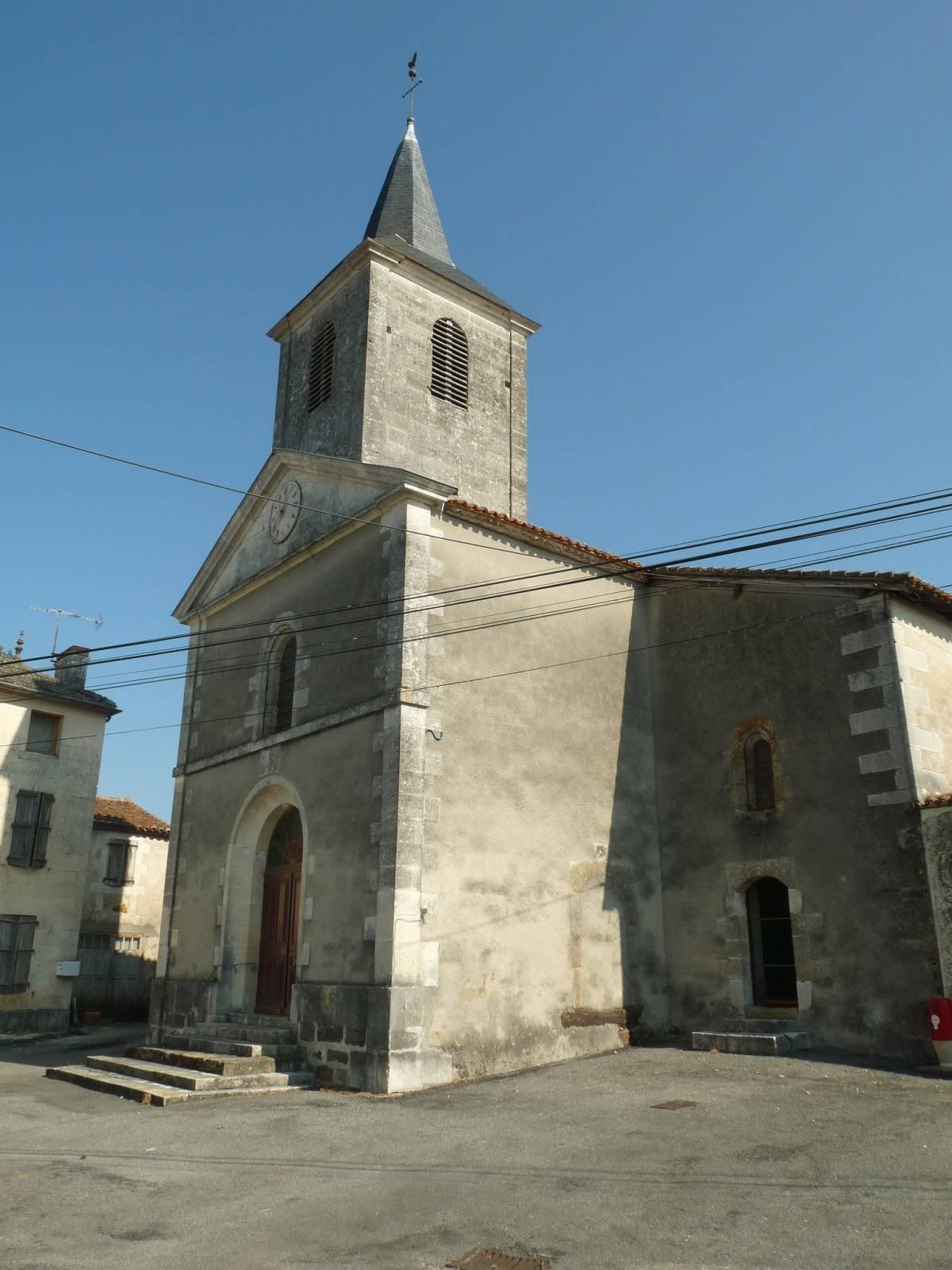
L'église, au bourg.
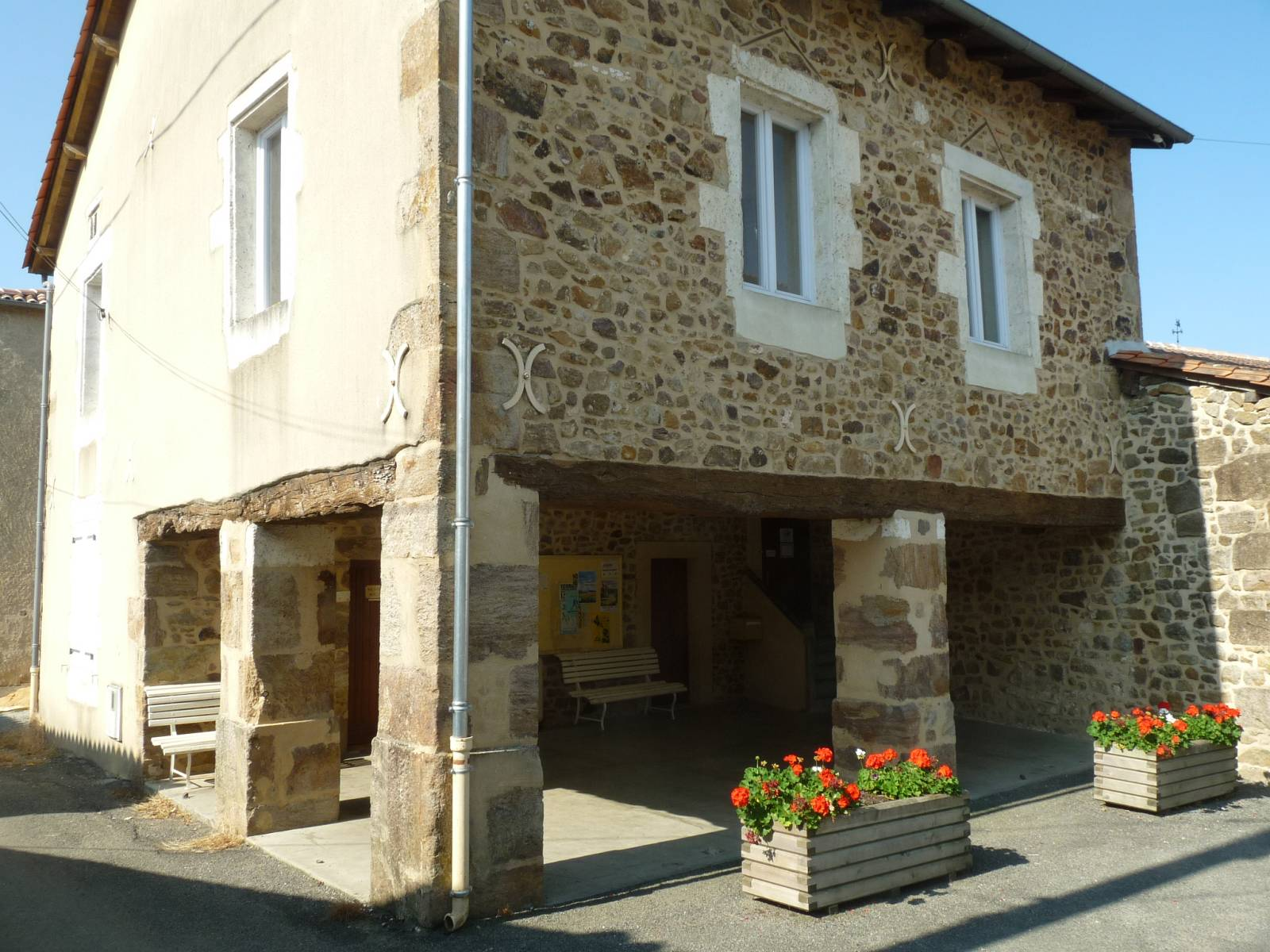
Bibliothèque, au bourg.
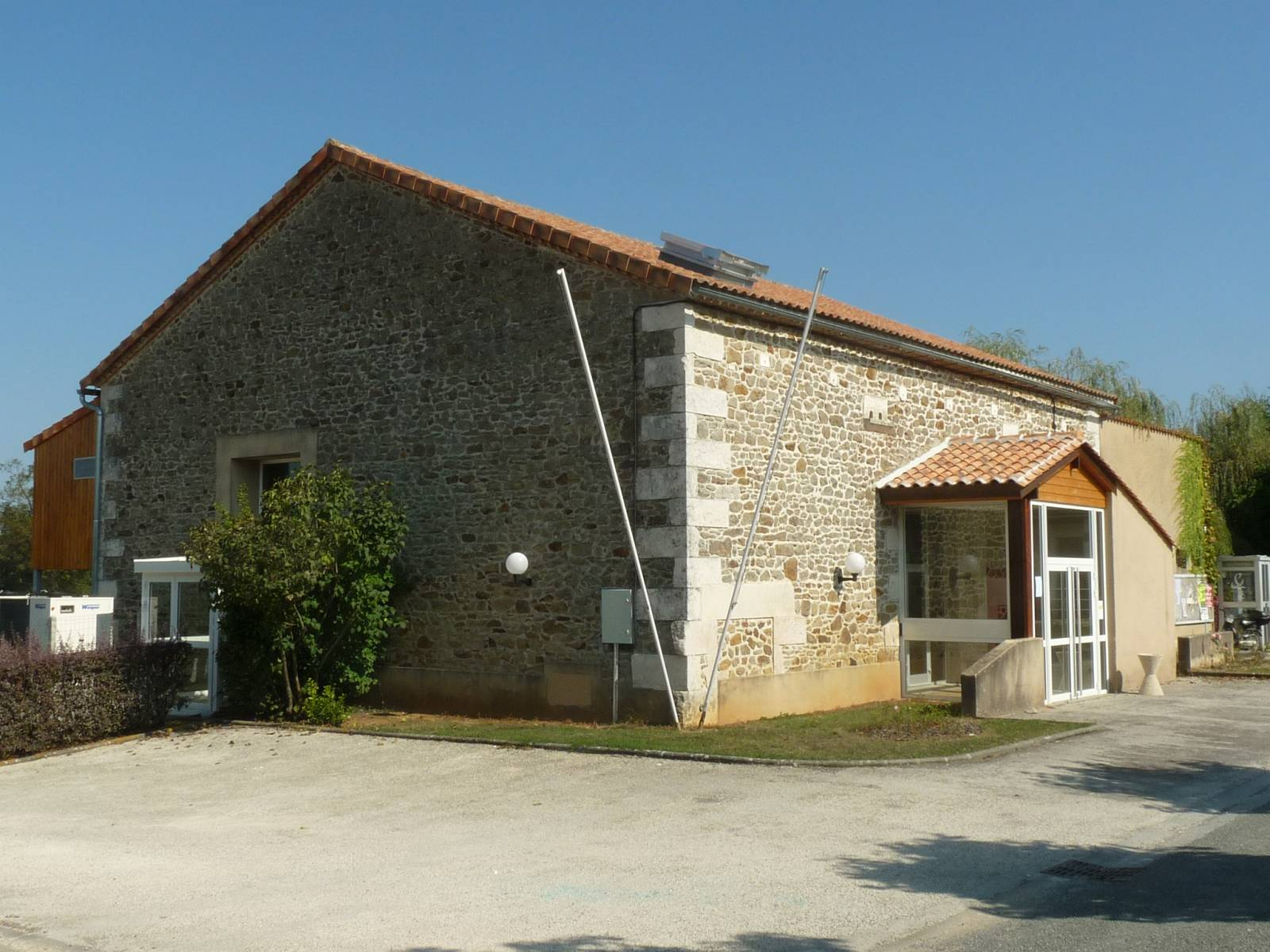
Salle des fêtes, à Châtain-Besson.
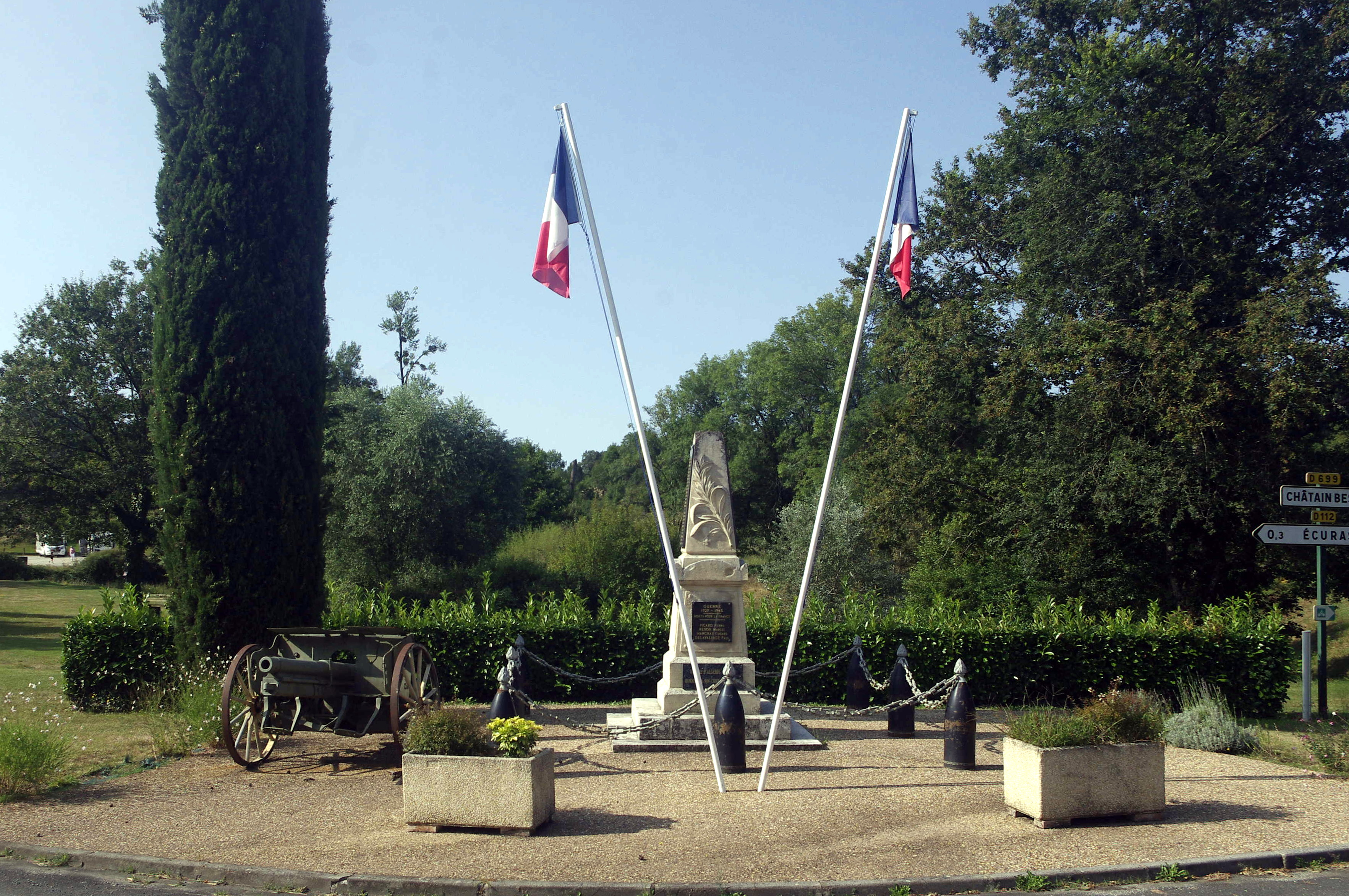
Monument aux Morts avec canon "7.7cm FeldKanone 96 n/A"

### Patrimoine environnemental
La réserve naturelle régionale de la Vallée de la Renaudie se trouve en partie sur le territoire de la commune ainsi que le site Natura 2000 « val de Tardoire » qui englobe la vallée de la Renaudie.
Le GR 4 qui va de Royan à Grasse traverse la commune.